# Tuberculatus fangi
Tuberculatus fangi är en insektsart som först beskrevs av Tseng och Tao 1938.  Tuberculatus fangi ingår i släktet Tuberculatus och familjen långrörsbladlöss. Inga underarter finns listade i Catalogue of Life.